# Callotillus eburneocinctus
Callotillus eburneocinctus là một loài bọ cánh cứng trong họ Cleridae. Loài này được Wolcott miêu tả khoa học đầu tiên năm 1911.